# 宇奈月温泉スキー場
宇奈月温泉スキー場（うなづきおんせんスキーじょう）は、富山県黒部市宇奈月温泉にある黒部市営のスキー場である。2011-2012シーズンから愛称として「宇奈月スノーパーク」を使用している。

## 概要
1920年（大正9年）から1921年（大正10年）にかけて、山田肝が東洋アルミナムの社員たちにスキーの練習をさせたのが始まりである。1926年（大正15年）1月に宇奈月スキークラブが創立し、同年2月14日に第1回北日本スキー大会が開催され、昭和初年には朝香宮が来場するなど、大正時代からスキーが盛んであった。その後、1956年（昭和31年） に富山県内で最初にリフトを備えたスキー場としてオープンした。当初民間の営業であったが、町営（合併により市営）となった後、廃止が検討されたこともあったが、黒部市の運営によって営業を継続している。
スノーボードは全面滑走可能。宇奈月温泉雪のカーニバル（2月第1土曜日）や花火大会などのイベントが開催される。なお、スキーシーズン中は休業日が別途設定されている（年度により変動があるため公式サイトを参照）。

### スキー場存廃問題
2017年（平成29年）8月、黒部市は宇奈月温泉スキー場の利用者数が低迷している状況から宇奈月温泉スキー場検討委員会を設立。委員会の開催を通じてスキー場のあり方について検討を始めた。一度廃止が検討されたものの、利用者数が一定数に達したことなどから2026年度（令和8年度）まで運営を継続させることが決定した。ただし、来場者数の状況次第では廃止される場合もあり、これ以降の営業継続は未定となっている。

## 歴史
- 1954年（昭和29年）12月：リフト設置[11]。
- 1956年（昭和31年）：県内初のリフト付きスキー場として正式オープン[11]。同年2月、同スキー場運営のための宇奈月スキーリフト社が設立（当時は宇奈月温泉観光協会、宇奈月温泉旅館組合、宇奈月商工会、富山地方鉄道が出資していた）[12]。
- 1965年（昭和40年）：宇奈月スキーリフト社が宇奈月町と富山地方鉄道が第3セクター方式の運営となる[12]。
- 1994年（平成6年）：富山地方鉄道が宇奈月スキーリフト社の運営から撤退、宇奈月町のみの運営となる[12]。
- 1995年（平成7年）9月：同年に解散した宇奈月スキーリフト[13]から宇奈月町（2006年3月31日に黒部市と合併）に経営が引き継がれた[14][15]。運営は宇奈月町体育振興事業団に委託された[13]。
- 2006年（平成18年）：2006-2007シーズンはほとんど積雪がなかったため1日も営業することができなかった。これはスキーリフトが設置されて以来はじめてのことである[16]。2007-2008シーズン限りでの廃止が検討中であったが、2009年度（平成21年度）から黒部市の直営に代わり、スキー場の管理・運営を民間組織の「宇奈月大原台」(宇奈月温泉スキー場を含む大原台活性化組織、2008年11月6日設立)[17][18]に業務委託し運営が継続されることとなった[5]。同時に、4基のリフトのうち老朽化の著しい2基を撤去[18]。
- 2011年（平成23年）：愛称として「宇奈月スノーパーク」を採用[5]。
- 2022年（令和4年）2月26日・2月27日：第15回山岳スキー日本選手権の会場となる[4][6][19][20][21]。
- 2023年（令和5年）1月27日 - 1月29日：第16回山岳スキー日本選手権の会場となる[4][21]。

## 設備

### コース・リフト
現在、2コースと2基のリフトが設置されている。
- 第1ペアリフト（距離360m、1965年12月設置、1984年12月ペアリフト化[22]）
  - 温泉街からスキー場までの上下山用（無料）[3]。乗車時間は5分[7]。
- 第3ペアリフト（距離314m、1997年12月設置[23]）

廃止
- 第2号リフト（1965年12月設置[24]）
- 第5号リフト（1967年12月設置、1993年解体[16]）
- 第6号リフト（1978年設置、2008年解体[16]、距離504m）
- 第7号リフト（1978年設置、2008年解体[16]、距離170m）

メインとなるコースは中 - 上級者向けのアルペンコース（滑走距離1,200m、最大傾斜35度）である。

### 施設
- レストラン
- レンタルショップ
- スクール（宇奈月スキー学校）
- 駐車場
  - 宇奈月駐車場（旧新川地域消防組合宇奈月消防署横、スキー場利用者に限り無料）[3]

## 交通アクセス
自動車
- 北陸自動車道黒部ICより約20分。

公共交通機関（鉄道）
- 富山地方鉄道本線宇奈月温泉駅より徒歩約5分（第1ペアリフト乗り場まで）。

## 補足
かつては『パパママ温泉、ぼくスキー』のコマーシャルにより、当スキー場が宣伝されていた。